# De Fabeltjeskrant
De Fabeltjeskrant was een dagelijks terugkerende korte uitzending juist voor kinderbedtijd op de Nederlandse televisie over de dagelijkse gebeurtenissen in het Grote Dierenbos in Fabeltjesland. Het nieuws werd voorgelezen door Meneer de Uil. De serie werd ook uitgezonden in Vlaanderen.
In 2005 werd het programma in Nederland verkozen tot beste kinderprogramma van de 20e eeuw, ter gelegenheid van het 50-jarig bestaan van de Nederlandse kindertelevisie.
Aan het einde van elke aflevering wenst Meneer de Uil de 'kijkbuiskinderen' een goede nachtrust toe, waarna hij zelf ook de ogen sluit en vervolgens nog even met het rechteroog (voor de kijkbuiskinderen links) knipoogt. Af en toe kwam er in de jaren zeventig een aflevering voorbij waarin hij zijn linkeroog even opende, een bewuste gimmick van de samenstellers. Het viel diverse kinderen op en er werden ook brieven over geschreven. In de nieuwere afleveringen in de jaren tachtig en bij de latere herhalingen van oudere afleveringen kwam deze gimmick niet meer voor. 
Het begin- en eindfilmpje was een stop-motion of animatiefilm, gemaakt door de Nederlandse trucfilm-cameraman Hans Olivier, geassisteerd door Hongaarse cineast Ben Csánky.

## Series

### Eerste serie
Het brein achter De Fabeltjeskrant was Leen Valkenier. Hij baseerde de belangrijkste personages op mensen die hij kende uit de Rotterdamse wijk Vreewijk. Het programma werd geproduceerd door Thijs Chanowski. In opdracht van hem ontwierp kunstenares Marie Troost de karakteristieke blauw-gele Meneer de Uil in de zomer van 1967. De oehoe vormde haar inspiratiebron. De overige poppenreeks werd aanvankelijk gemaakt door Joke Aletrino en later door Henriette Beukers-Lenselink en Henk Beukers. De Fabeltjeskrant werd voor het eerst uitgezonden op 29 september 1968 door de NTS. De eerste fabels en personages waren geïnspireerd op de verhalen van Jean de La Fontaine, maar al snel ging het programma meer op het 'echte leven' lijken.
In de vier jaar waarin de eerste serie op de televisie was ontwikkelde De Fabeltjeskrant zich tot het best bekeken programma van die tijd. Het aantal kijkers lag tussen de één en twee miljoen per dag en dat waren lang niet allemaal kinderen of hun ouders. Vertaalde versies van De Fabeltjeskrant waren ook buiten het Nederlandstalig gebied zeer in trek.
Ogenschijnlijk was het programma bedoeld voor kleuters, door Meneer de Uil aangesproken als “kijkbuiskinderen”, maar door allerlei toespelingen op de landelijke politiek was het ook voor veel volwassenen een leuk programma. Zo werkte in een periode dat Joop den Uyl minister-president was van Nederland, een Meneer de Uil die uit de Fabeltjeskrant voorlas bij veel mensen op de lachspieren.
Op 22 juni 1972 werd de serie beëindigd. Na een speciale verkiezingsuitzending op 27 november 1972 keerde het programma op 2 december 1973 terug op de zondagmiddag, gevolgd door dagelijkse uitzendingen vanaf 1 juni 1974. Na zes jaar en 1041 afleveringen kwam er op 31 augustus van dat jaar een einde aan De Fabeltjeskrant.

#### De Woefs en de Lamaars
In de jaren zeventig verscheen als een soort spin-off de serie De Woefs en de Lamaars, die zich afspeelde in het Nijverdal waar de Woefs keihard en goed georganiseerd werkten aan de productie van wasknijpers. De bazen waren de Grote en de Kleine Bons. Zo gedisciplineerd als de Woefs (honden) waren, zo anarchistisch waren de Lamaars (katten). Enkele dieren zoals Woef Hektor en Snoespoes (een toespeling op Romeo en Julia) maakten ook in De Fabeltjeskrant hun opwachting. De enige van deze dieren die voorkwam in zowel de eerste serie van De Fabeltjeskrant als in serie twee was Woefdram.

### Tweede serie

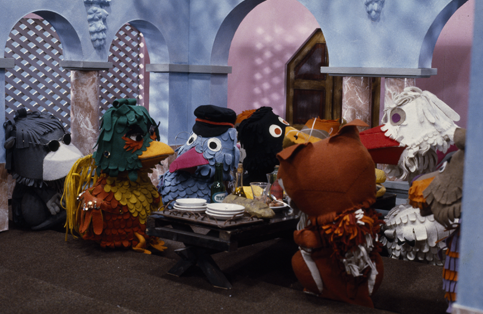
Verschillende Fabeltjeskrant-personages in één scène

In 1985 kwam producent Loek de Levita met een nieuwe reeks afleveringen, die meteen weer een groot succes werden. De schrijver was weer Leen Valkenier. De afleveringen werden door verschillende omroepen uitgezonden. Inmiddels was Nederland veranderd in een multiculturele samenleving. Dat was terug te zien in de nieuwe serie, waarin een aantal exotische dieren werd geïntroduceerd. Deze nieuwe personages in het Grote Dierenbos − onder meer Zaza Zebra en Mister Maraboe − waren afkomstig uit het Derde Dierenbos (een toespeling op de Derde Wereld) en hadden elk zo hun eigen problematiek. Tijdens verkiezingen voor een nieuwe burgemeester van Fabeltjesland werd de Buitenbosse Chico Lama door het jeugdige publiek verkozen.
De tweede serie eindigde in 1989. Het totaal aantal afleveringen van De Fabeltjeskrant kwam hiermee op 1640.

### Derde serie
Nadat de publieke omroep De Fabeltjeskrant in juni 1989 had stopgezet, kocht de toen net opgerichte commerciële tv-zender RTL Véronique in oktober 1989 de serie. Hierna werd De Fabeltjeskrant tot 1996 uitgezonden in het RTL 4-kinderprogramma Telekids. Een neveneffect hiervan was dat er sluikreclame in de serie sloop. Zo bouwt Willem Bever in een van de afleveringen een schotelantenne, zodat hij ook RTL 4 kan ontvangen.

### Vierde serie
In aanloop naar het vijftigjarige bestaan van De Fabeltjeskrant werkten Rubinstein Pictures en De Levita Productions aan een 3D-versie van de serie. Betrokken bij de plannen was Robin de Levita, zoon van bedenker Loek de Levita. Dit resulteerde eind 2018 in de bioscoopfilm De Fabeltjeskrant: De Grote Dierenbos-spelen.
De nieuwe serie werd aangekocht door Netflix en vanaf 19 april 2019 werd de eerste reeks van vier afleveringen beschikbaar gesteld op het on-demand-platform.

## Stemmen
De stemmen werden ingesproken door 
Frans van DusschotenMeneer Jacob de Uil, Willem Bever, Momfer de Mol, Droes de Beer, Chico Lama, Teun Stier, Piet de Pad, Hondje Woef, Melis Das, Tijl Schavuit, Wasa de Beer en Plons de Kikvors
Ger SmitCrox de Raaf, Ed Bever, Meindert het Paard, Woefdram, John Maraboe, Irma de Krekel, Bor de Wolf, Zoef de Haas, Myra Hamster, Sjefke Schelm, George de Wezel, Lowieke de Vos, Gerrit de Postduif, Orm de Aap, Harry Lepelaar, Koning Arthur de Leeuw en Stokebrand de Mug
Elsje ScherjonJodokus de Marmot, Flora Nachtegaal, Greta 2, Juffrouw Kato Ooievaar, Truus de Mier, Stoffel de Schildpad, Isadora Paradijsvogel, Doortje Spreeuw, Zaza Zebra, Myra Hamster, Martha Hamster, Oléta Vulpécula, Pepijn de Kater, Blinkert de Bliek, Margareta Bontekoe, Gies de Vlieg, Timme de Hond, Toeter de Olifant en Arie de Rat
Aart StaartjesRocus de Vrije Vogel
Philippine AeckerlinWoef Hektor
Trudy LibosanLamaar Snoespoes

## Poppenspelers
De poppen werden gespeeld door o.a. Irma Fransen, Olga Reurslag, Jantien Windhouwer, Corrie Hamel, Martien Oltmans, Mildred Rison en Saskia Janse.

## Decors
De decors zijn ontworpen door Ruud van Dijk, en vervaardigd door Ruud zelf, Erika Brugman-Habets en Hans Lamboo. Zij tekenden ook voor de sets van de Woefs en de Lamaars.

## Internationaal

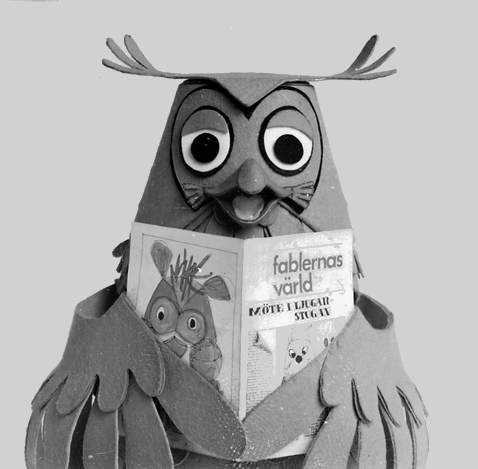
Meneer de Uil met een Zweedse Fabeltjeskrant

### Algemeen
Ook internationaal was De Fabeltjeskrant een succes. De rechten op het programma werden verkocht aan meer dan veertig landen over de gehele wereld. In Frankrijk werd zelfs een eigen serie van 39 afleveringen gemaakt. Alleen in Zweden was de serie net zo succesvol als in Nederland.
In de jaren 80 heeft Nederland getracht De Fabeltjeskrant op de Zuid-Afrikaanse televisie te krijgen. Dit is niet gelukt. De toenmalige Zuid-Afrikaanse apartheidsregering stak hier een stokje voor.

### Titel in andere landen
- Frankrijk: eerst Le Journal des Fables; later (vanaf ong. 1982) Le petit echo de la Forêt (De kleine echo van het bos).
- Italië: eerst als La Fiaba Quotidiana en later als Il gufo racconta: una fiaba al giorno (De uil vertelt: een sprookje per dag)
- Verenigd Koninkrijk: Daily Fable (Dagelijkse fabel)
- Zweden: Fablernas värld (De Fabeltjeswereld)
- Hongarije: Fabulácskahírek
- Noorwegen: Fablenes bok (Het Boek Met Fabels)
- Peru en Mexico: Las Crónicas de Fabulandia (De Kronieken van Fabeltjesland)

Verder was de serie te zien in België, Portugal, Zwitserland, Joegoslavië, Griekenland, Polen, Nieuw-Zeeland, Spanje, Australië, Puerto Rico, El Salvador, Israël, Dominicaanse Republiek, Chili, Colombia, Nicaragua, Bolivia, Uruguay, Paraguay en Japan.

## Interactie
Voor bepaalde onderdelen in het programma werden de kijkbuiskinderen ingeschakeld:
- De winnaar van liedjesfestijn Het Landjuweel (1972), gewonnen door Gerrit de Postduif;
- De winnaar van de Dierenbosse verkiezingen (1986), gewonnen door Chico Lama;
- Een ontwerp van het beste voertuig waarmee de dokters Meindert het Paard en Zaza Zebra zowel over het land, als over het water en via de lucht naar het Derde Dierenbos kunnen gaan (1988);
- Een liedjeswedstrijd met Zaza Zebra, Chico Lama en Mister Maraboe (1988), gewonnen door Chico Lama;
- Een nieuwe naam voor Olof (van het duo Archie en Olof, een hond en een poes die tijdelijk in het Grote Dierenbos woonden), dit werd Purdy (1989).

## Tijdschrift
Van 5 april 1969 tot 29 augustus 1970 verscheen er ook een jeugdweekblad dat De Fabeltjeskrant heette en geënt was op het televisiefeuilleton. Op 5 september 1970 veranderde het zijn naam in Sprookjesland en liep onder die naam verder tot 1 april 1972, waarna het blad herdoopt werd in Disneyland en nog gepubliceerd werd tot 29 maart 1974. De doelgroep van al deze bladen was kleuters en kinderen tot en met 12 jaar.

## Film
In 1970 ging Onkruidzaaiers in Fabeltjesland, een film gebaseerd op De Fabeltjeskrant, in première in de bioscoop. In de film wordt het Grote Dierenbos overspoeld door een horde kwaadwillende torren. Naar aanleiding van het succes van de film kregen de torren Thijl Schavuit en Sjefke Schelm een vaste rol in de televisiereeks. De film werd, net als de serie, geschreven door Leen Valkenier.
In 2018 kwam de bioscoopfilm De Fabeltjeskrant: De Grote Dierenbos-spelen uit.

## Twentse editie
De regionale omroep RTV Oost bracht in 2007 De Fabeltjeskrant in Streektaal op het scherm. De originele Nederlandse dialogen werden omgezet in Overijsselse dialecten en opnieuw ingesproken. Voor de rechthebbenden van de auteursrechten stonden bij de onderhandelingen over deze versie niet zozeer financiële kwesties voorop, als wel dat de productie recht deed aan de kwaliteit van de originele Fabeltjeskrant.
In 2008 kwam ook RTV West met een eigen versie. Onder anderen Pierre Wind, Paula Udondek en Cesar Zuiderwijk spraken oude afleveringen van de serie in met Zuid-Hollandse dialecten.

## Musical
Ruud de Graaf en Hans Cornelissen (De Graaf en Cornelissen Producties B.V.) en Robin de Levita (Robin de Levita Productions BV) brachten in het theaterseizoen 2007/2008 gezamenlijk een nieuwe originele musical uit die was gebaseerd op de legendarische televisieserie. Deze musical ging op 30 september 2007 in première in 's-Hertogenbosch. Acteur en auteur Jon van Eerd nam het script en de teksten van de nieuwe liedjes voor zijn rekening en de liedjes werden gecomponeerd door Ruud Bos, die eerder schreef voor Toon Hermans en Willeke Alberti. Hiernaast kwamen ook klassiekers uit de poppenserie terug, zoals Drink meer prik en Hup daar is Willem met de waterpomptang. Aangezien het Dierenbos een soort afspiegeling is van de Nederlandse maatschappij, werd er een nieuwe bewoonster geïntroduceerd: Fatima de Poes, een vooruitstrevende moslima die openstaat voor de andere dieren in het bos.
De stemmen van deze versie werden verzorgd door:
Florus van RooijenMeneer de Uil, Ed Bever, Bor de Wolf
Martin StritzkoWillem Bever, Momfer de Mol
Willem-Jan StouthartZoef de Haas, Lowieke de Vos
Arie CupéMeneer de Raaf, Gerrit de Postduif
Ilona StokvisJuffrouw Ooievaar, Isadora Paradijsvogel
Mieke DijkstraTruus de Mier, Fatima de Poes
Sabine BeensMyra Hamster, Martha Hamster.
Nieuw was ook de (mensen)rol Reinaert Bron, gespeeld door Ara Halici.
Jon van Eerd (auteur), Ruud Bos (componist), Paul van Ewijk (regisseur), Ruud de Graaf en Robin De Levita (producenten) ontvingen de John Kraaijkamp Musical Award voor Beste Musical 2008.

## Personages
De personages met hun gevleugelde uitspraken op alfabetische volgorde:

### Personages die langere tijd meespeelden
Bor de Wolfuitbater van het Dierenbosse café Het Praathuis ("Hoea, ik ga wel naar het Enge Bos.")
Boritadochter van Bor de Wolf en Oléta Vulpecula, vriendinnetje van Greta 2 en Hondje Woef
Chico Lamade bosmeester van het Grote Dierenbos
Droes de Beereen humeurige beer, in het begin nog 'boosaardig' genoemd
Ed en Willem Beverrasechte sleutelaars, ook bekend van het lied over de waterpomptang
Ome Gerrit de Postduifde Dierenbosse postbode
Greta 2dochtertje van Teun Stier en Margaretha Bontekoe
Harry Lepelaarde eerste geliefde van Juffrouw Ooievaar, vriend van Piet de Pad
Hondje Woefhet vriendje van Greta 2, samen halen ze onschuldige streken uit
Isadora Paradijsvogeleigenlijk Doortje Spreeuw geheten, een oudere vaudeville-artieste ("troel")
Jodokus de Marmotde huisgenoot van Droes die altijd op zijn nagels bijt
Juffrouw Truus Mierijverige huisvrouw ("O, tuut-tuut-tuut-tuut!")
Juffrouw Ooievaar (voornaam Kato)gerespecteerde dame die het altijd beter weet
Lowieke de Vossluwe levensgenieter ("Hatsekidee" en "lekker zmikkelen en zmullen.")
Margaretha Bontekoekwam met haar man Teun Stier naar het Dierenbos, na de scheiding opende ze een vrouwenhuis
Martha en Myra Hamstertwee zorgzame, ietwat bemoeizieke zussen
Meindert het Paardde dierenarts van het Grote Dierenbos
Melis Dasheeft een reusachtige burcht met daarin een broeikas vol bloemen en kruiden
Meneer de Raaf (voornaam Crox)de sarcastische gentleman van het Dierenbos
Meneer de Uil (voornaam Jakob)leest dagelijks de krant voor ("Dag, lieve kijkbuiskinderen" en "oogjes dicht en snaveltjes toe.")
Mister Maraboe (voornaam John)de tweede geliefde van Juffrouw Ooievaar
Momfer de Moloud-mijnwerker met een nare hoest ("Mmf, mmf, ik neem wel een sigaartje.")
Oléta Vulpeculahet vriendinnetje van Bor de Wolf
Piet de Padverkoper van patat met smots en hete honden, vriend van Harry Lepelaar
Rocus de Vrije Vogelgoede vriend van Isadora met een Amerikaans accent die iedereen blij wil maken
Sjefke Schelmvolgzame vriend van Thijl Schavuit
Snoespoeseen Lamaar en het vriendinnetje van Woef Hektor
Stoffel de Schildpadheeft last van de meest uiteenlopende kwalen ("Ik voel me appelig.")
Teun Stierechtgenoot van Margaretha Bontekoe met zijn eigen zuivelwinkeltje ("Greta! Melkenstijd!")
Thijl Schavuitdiefachtig type dat samen met Sjefke Schelm streken uithaalt
Woef Hektorkwam met zijn vriendin Snoespoes naar het Dierenbos omdat hun relatie niet werd geaccepteerd in hun oude woonplek
Woefdramkruiperige assistent van Juffrouw Ooievaar ("Ik hoop niet dat mijn aanwezigheid u irriteert")
Zaza Zebrade tweede dokter van het Dierenbos en de vrouw van Meindert het Paard
Zoef de Haasdomme helper van Juffrouw Ooievaar, wil overal de beste in zijn ("Zoefzoef!")

### Personages die kort meespeelden in de begintijd
Hieronder enkele minder bekende personages die slechts korte tijd een rol hadden in de beginperiode van de serie.
Arie de Rateen onbetrouwbare rat, die jegens koning Arthur zeer onderdanig is
Arthur de Leeuwde baas van het Grote Dierenbos, althans dat denkt hij zelf
Asa de Spin
Blinkert de Bliekde partner van Frija Forel
Caroline Ooievaarzus van Juffrouw Ooievaar
Cas de Kraaikrast graag door het gezang van Flora heen
Flora Nachtegaaleen goede vriendin van Meneer de Raaf
Frija Foreleen vis die voor haar partner Blinkert in het Dierenbos kwam wonen
Gies de Vliegmaakt graag gebruik van het feit dat anderen haar nauwelijks kunnen zien
Irma de Krekelde vrolijk zingende buurvrouw van Truus de Mier
Kirreke en Koer de Tortelduivenhouden ondanks hun grote verschillen van elkaar, geen familie van Gerrit de Postduif
Marius de Bokzeer goedgelovig, waar door Lowieke de Vos vaak dankbaar gebruik van wordt gemaakt
Maup de Muisheeft het geregeld aan de stok met Pepijn de Kater
Mia de Muilezelvervoert zakken met dierengeld voor koning Arthur de Leeuw
Orm de Aapeen brutale aap die graag de andere dieren uitdaagt
Pepijn de Katergaat vaak het bos uit om te jagen bij de mensenhuizen
Plons de Kikvorseen groot uitgevallen amfibie
Sjors (George) de Wezeleet vaak zoveel dat hij er dagen ziek van is
Stokebrand de Mugvindt zichzelf een goedgebouwde mug
Timme de Hondwas de weg kwijtgeraakt in de mensenwereld en kwam zodoende in het Dierenbos terecht
Toeter de Olifanthet oudste dier van het Grote Dierenbos
Wasa de Beerde vriendelijke broer van Droes
Wip de Eekhoornmaakt eikeltjeslimonade in zijn boom
Weetje: veel personages uit de begintijd zijn genoemd naar medewerkers aan de serie.

### Personage uit de musical van 2007
Fatima de PoesEen Perzische moslima met een hoofddoekje

### Personages die geïntroduceerd werden in de vierde serie
Wally Windhonddj-hond gespeeld door Armin van Buuren, zowel de muziek als stem (2019)
Peter Panda (2019)

### Afbeeldingen van personages

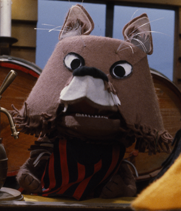
Bor de Wolf
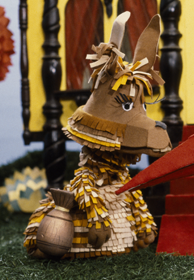
Chico Lama
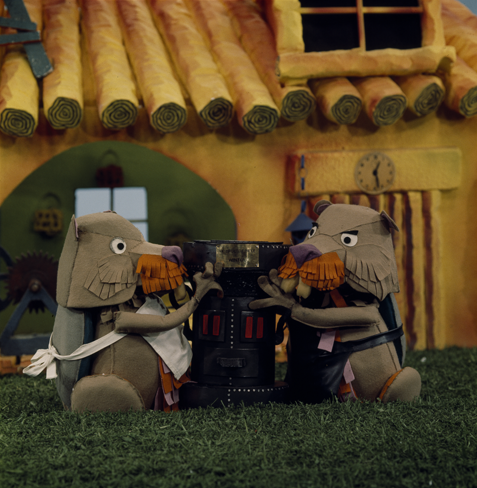
Ed en Willem Bever
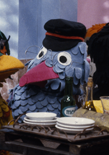
Gerrit de Postduif
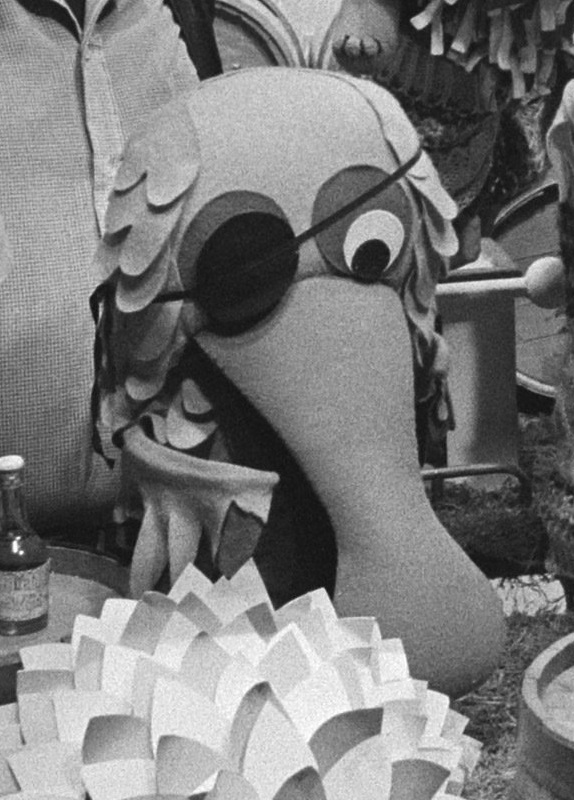
Harry Lepelaar
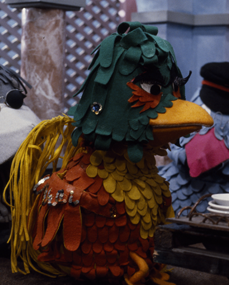
Isadora Paradijsvogel
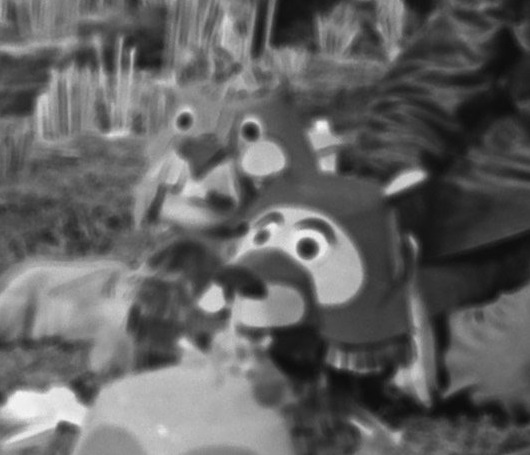
Jodokus de Marmot en Droes de Beer
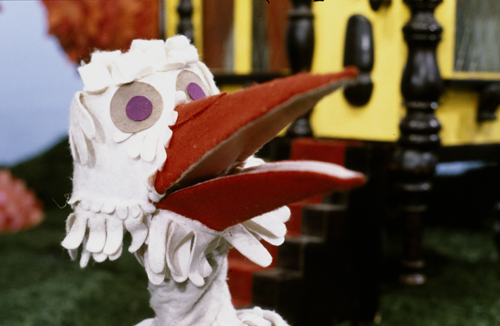
Juffrouw Ooievaar
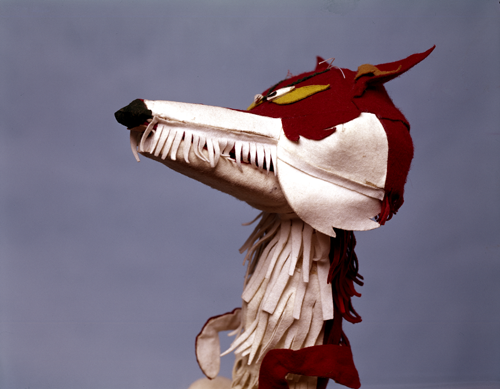
Lowieke de Vos
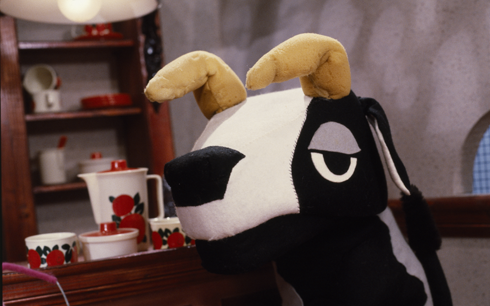
Margaretha Bontekoe
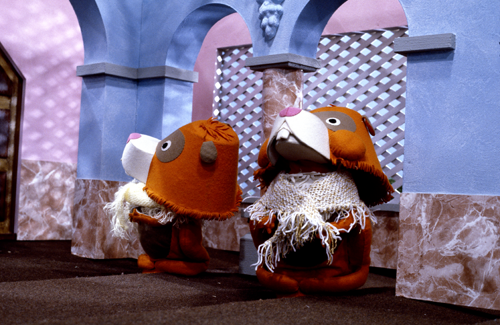
Martha en Myra Hamster
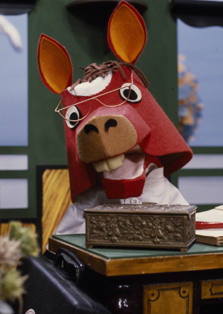
Meindert het Paard
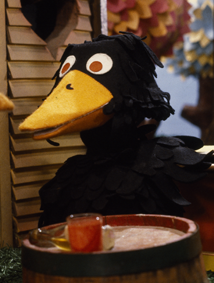
Meneer de Raaf
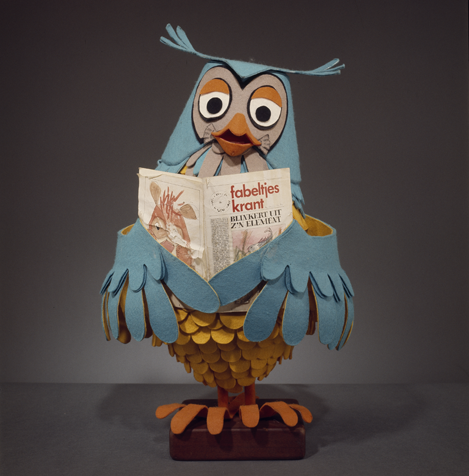
Meneer de Uil
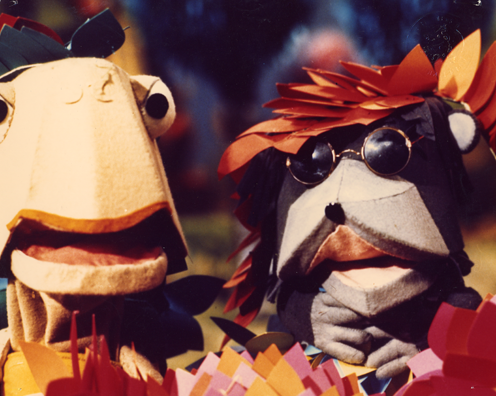
Stoffel de Schildpad en Momfer de Mol
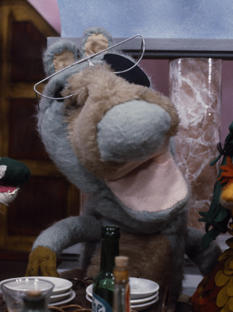
Woefdram
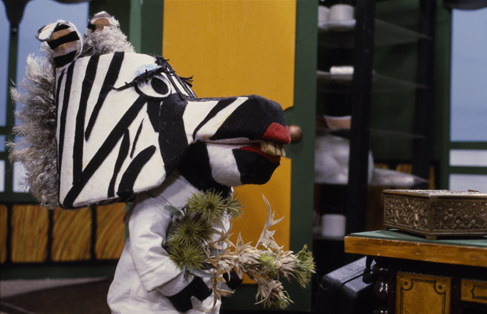
Zaza Zebra
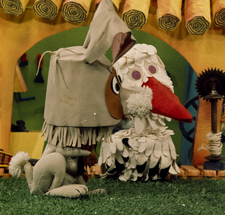
Zoef de Haas (en Juffrouw Ooievaar)